# Dyson (przedsiębiorstwo)

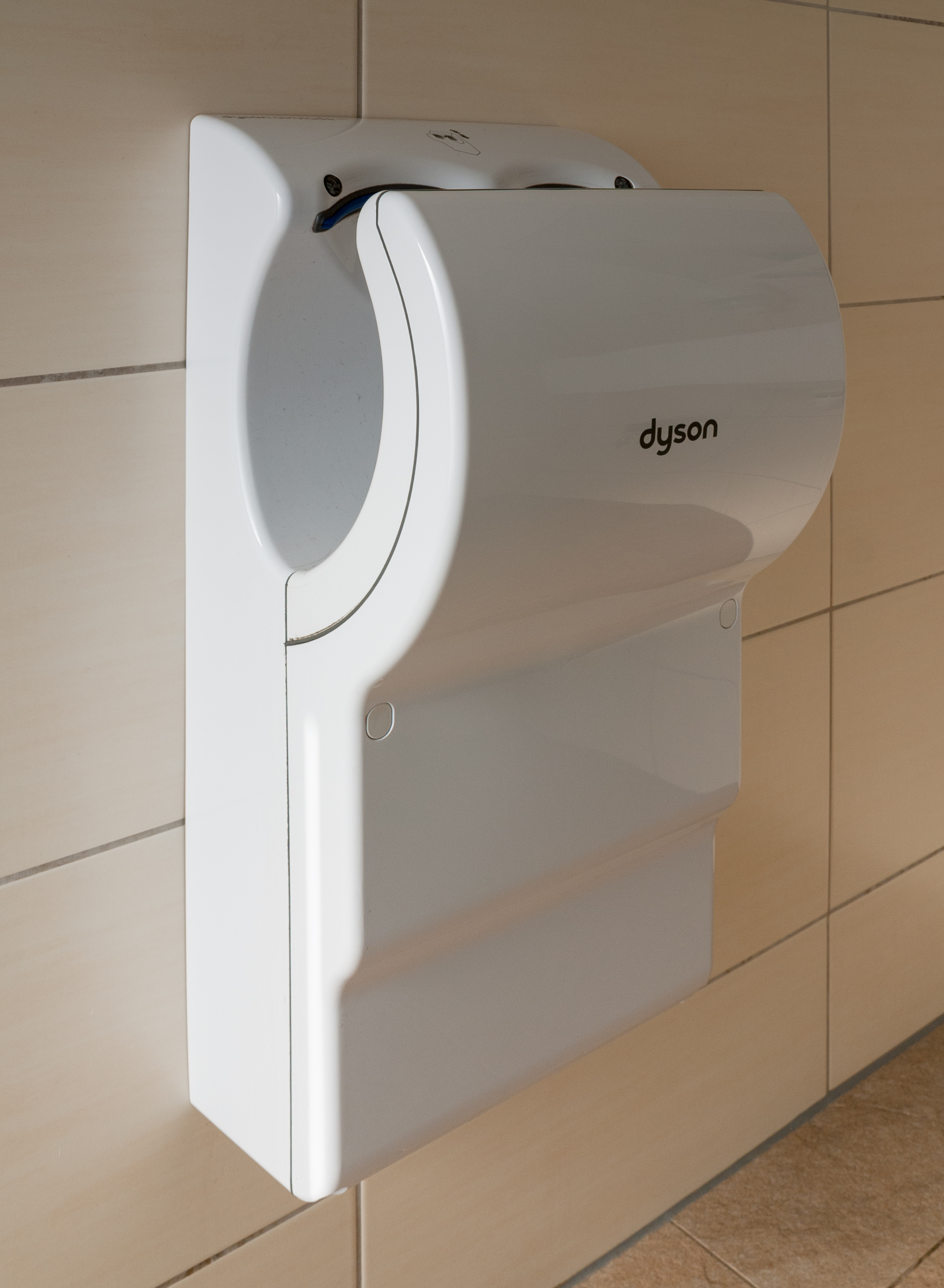
Suszarka Dyson Airblade

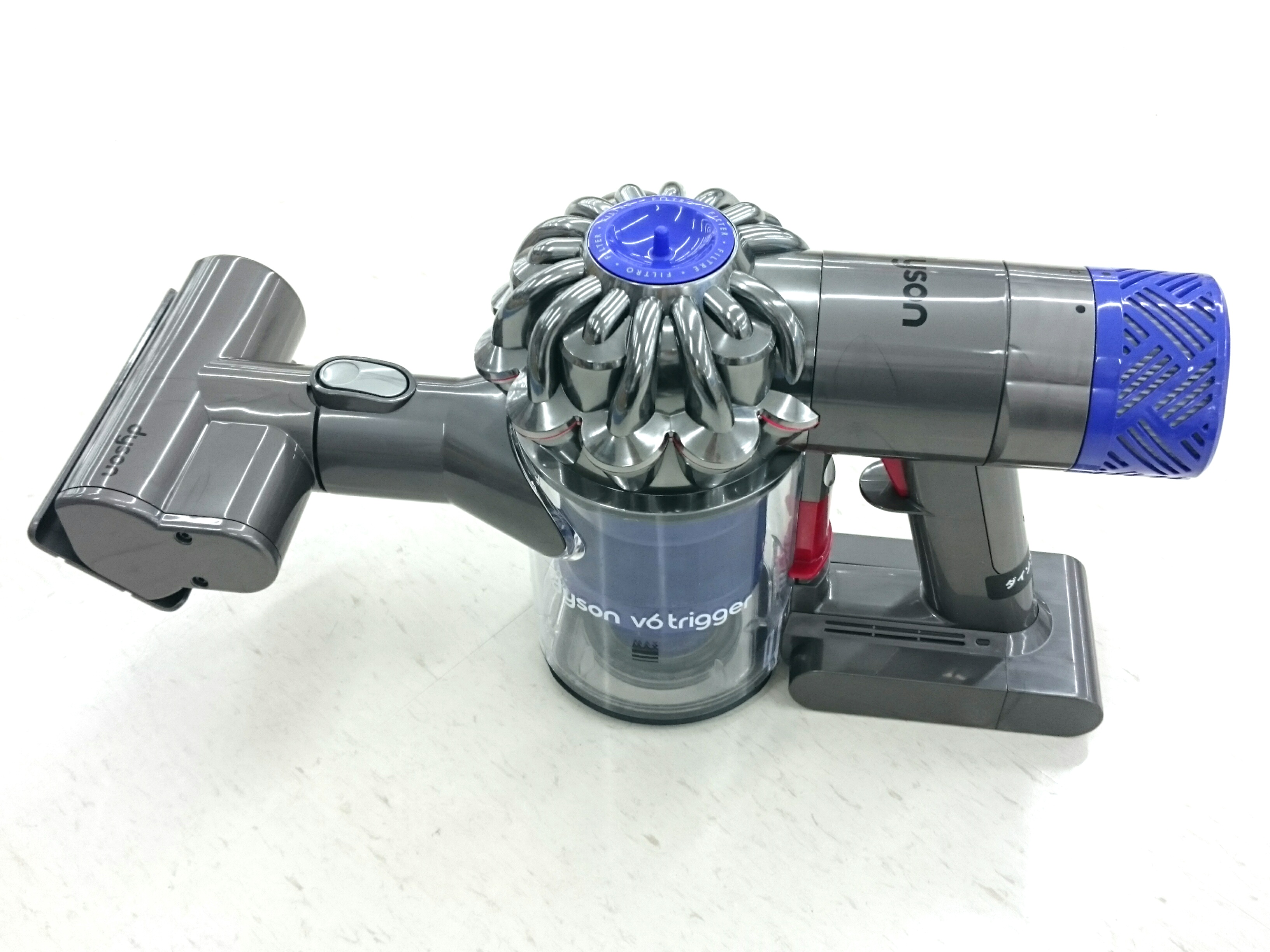
Odkurzacz Dyson DC59

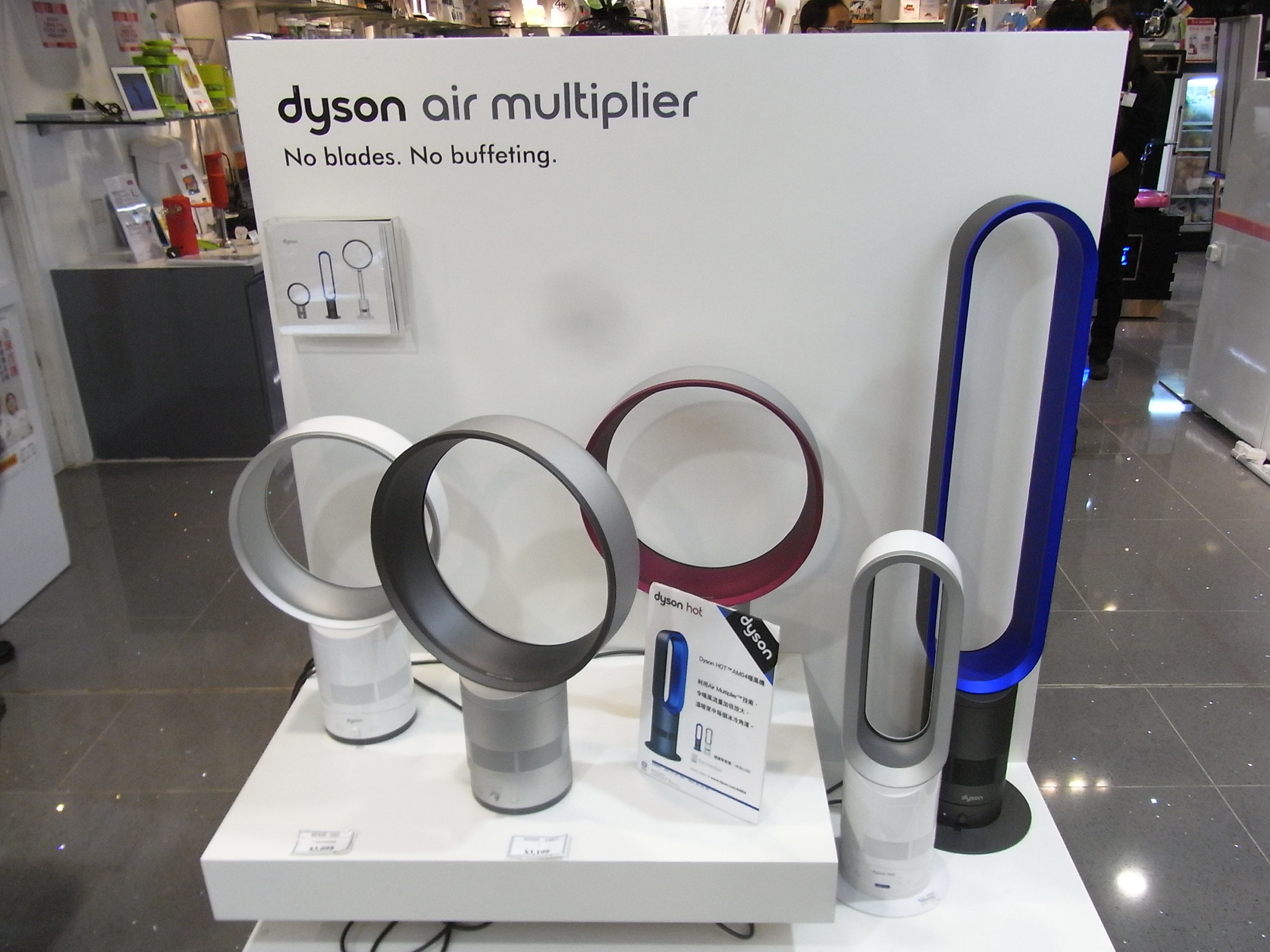
Dmuchawa powietrza Dyson

Dyson Ltd. – brytyjski producent odkurzaczy, suszarek i innych urządzeń z grona sprzętu AGD założony w lipcu 1991 roku przez Jamesa Dysona w Wiltshire.

## Historia
Brytyjski inżynier, projektant i absolwent prestiżowego Royal College of Art James Dyson, założył przedsiębiorstwo Dyson Appliances Ltd. w 1991 roku. Przedsięwzięcie to sfinansował dzięki dochodowi z licencji, jaką zapłaciła mu japońska firma Apex w 1985 roku w zamian za możliwość wykorzystania projektu jego bezworkowego odkurzacza. Produkt pod nazwą G-Force zdobył popularność w Japonii, zdobywając w 1991 nagrodę  International Design Fair.
Projekt odkurzacza bez worka na kurz powstał krótko po tym, jak w 1974 własny odkurzacz Jamesa Dysona zepsuł się i przestał wchłaniać zanieczyszczenia. Zainspirowało to go opracowania urządzenia pozbawionego feralnego elementu, które później w finalnej postaci poprzedzonej latami testów stało się pierwszym produktem firmy Dyson jako DA 001. Trafiło ono do sprzedaży w 1993 roku, powstając przy pomocy amerykańskiej firmy Philips Plastics w zakładach w Walii.
Prace konstrukcyjne nad kolejnym słynnym urządzeniem Dysona rozpoczęły się w 2009 roku, kiedy to James Dyson opracował pierwszy projekt suszarki komorowej Airblade.

### Zmiany lokalizacji

#### Fabryki
W 2002 roku Dyson ogłosił, że zamierza przenieść fabrykę odkurzaczy oraz suszarek do rąk poza Wielką Brytanię, za lokalizację nowych zakładów wybierając Malezję. Celem tej decyzji, która wywołała duże kontrowersje, było zwiększenie mocy produkcyjnych w odpowiedzi na rosnące zapotrzebowanie na produkty firmy. W sierpniu 2003 roku rozpoczęła się produkcja urządzeń Dysona w Malezji. 10 lat później, w 2013 roku, Dyson otworzył kolejne zakłady produkcyjne w regionie Azji Południowo-Wschodniej - tym razem w Singapurze.

#### Siedziba
W styczniu 2019 roku Dyson ogłosił, że zamierza przenieść swoją siedzibę do Singapuru w celu obrania optymalnej lokalizacji wobec najszybciej rozwijających się rynków zbytu. Operacja ma zostać sfinalizowana w 2021 roku, gdy Dyson zakończy adaptację dawnej fabryki St James Power Station z czasów kolonialnych.

## Produkty

### Urządzenia
- DC65/UP13/DC66
- Small Ball
- Cinetic Big Ball
- Ball
- Light Ball
- Ball 2
- DC63
- Cinetic Big Ball
- Big Ball
- Cinetic Big Ball 2
- Big Ball 2
- V6
- V7
- V8
- V8 Carbon Fiber
- V10
- V11
- 360 Eye
- 360 Heurist

### Technologie
- Dyson Digital Motor
- Root Cyclone

## Inne projekty
W listopadzie 2011 roku Dyson otworzył katedrę przy University of Cambridge, inwestując w to 1,4 miliona funtów. Jej działania koncentrują się na nauce oraz badaniach wokół inżynierii użytkowej.
W 2014 roku Dyson rozpoczął współpracę z Imperial College London i otworzył wspólne laboratorium w celu prowadzenia prac badawczych nad nową generacją robotów domowych. 
Podczas eskalacji Pandemii koronawirusa COVID-19 w marcu 2020 roku, James Dyson ogłosił, że jego przedsiębiorstwo będzie zajmować się produkcją i zaopatrzeniem brytyjskich szpitali w brakujące respiratory.

### Dyson EV
We wrześniu 2017 roku Dyson ogłosił plan opracowania pierwszego w historii przedsiębiorstwa pojazdu drogowego pod postacią osobowego samochodu elektrycznego. Do projektu zaangażowano 400 inżynierów, planując przedstawić pojazd gotowy do produkcji w 2021 roku. Według planów z lutego 2018 roku, w Dyson planował przedstawić linię trzech samochodów elektrycznych wytwarzanych w Singapurze. Jednakże, w listopadzie 2019 roku James Dyson ogłosił porzucenie projektu samochodu elektrycznego i całkowite wycofanie się z dalszych prac konstrukcyjnych z powodu „braku finansowego uzasadnienia”.